# Mouvement pour une école moderne et ouverte
Le Mouvement pour une école moderne et ouverte (MÉMO) était un parti politique au pallier local idécisionnel des commissions scolaire de Montréal, Québec, Canada. Ce part a dirigé la Commission scolaire de Montréal (CSDM) de sa création en 1998 jusqu'à sa dissolution (pour des centres de services scolaire) en 2020,

## Origines
MÉMO a été fondée en 1987 en vue des élections de la Commission des écoles catholiques de Montréal (CSMC) la même année. L'orientation de ce parti était laïc et progressiste et son objectif central était de remplacer les commissions scolaires confessionnelles du Québec par des commissions basées sur la langue. La première présidente du MÉMO était Marie-France Cloutier, qui soutenait que la promotion de l'éducation et des valeurs catholiques par la CECM avait créé un climat d'exclusion.

## Historique

### Dans l'opposition, à la Commission des écoles catholiques de Montréal

#### 1987 à 1990
MÉMO a été l'opposition officielle au conseil des commissaire  de la CECM de Michel Pallascio de 1987 à 1990.

#### 1990 à 1994
Lors des élections scolaires de 1990, le nouveau chef du MÉMO, Kenneth George, a demandé que la CECM soit restructuré en un conseil francophone et que ses élèves anglophones soient transférés dans un nouveau conseil anglophone à l'échelle de Montréal. Lors de cette campagne électorale, le parti a été soutenu par diverses personnes et groupes tels que le maire de Montréal Jean Doré, le Parti Québécois et le journal anglophone Montreal Gazette,. Le parti a remporté neuf sièges sur le conseil des commissaires. Pallascio a été personnellement battu par un candidat du MÉMO. Diane De Courcy est devenue chef du parti l'année suivante.

#### 1994 à 1998
Lors de la dernière élection de la CÉCM en 1994, le MÉMO avait ciblé les taux d'abandon élevés et de l'administration corrompue. Le MÉMO a également appelé à un moratoire sur la restructuration des commissions scolaires prévu après le référendum sur l'indépendance du Québec, afin d'éviter toute confusion sur les responsabilités constitutionnelles du Québec en matière d'éducation. Le MÉMO remporte dix sièges, contre neuf pour le RSC et deux pour un nouveau groupe appelé les Commissaires unis pour un renouveau scolaire (COURS). Le RSC et le COURS forment plus tard une coalition et le MÉMO reste dans l'opposition pendant les quatre années suivantes.
Le MÉMO a soutenu l'option de la souveraineté du Québec lors du référendum sur l'indépendance du Québec en 1995, arguant que la souveraineté aiderait à éliminer le « traitement privilégié » pour les anglophones à la fois à la CÉCM et à la Commission scolaire protestante du Grand Montréal.

### Au pouvoir de la Commission scolaire de Montréal
Le MÉMO remporte quatorze sièges aux élections de 1998 à la Commission scolaire de Montréal (CSDM), contre seulement sept pour la SRC. La dirigeante du MÉMO, Diane De Courcy, qui a été choisie pour présider la nouvelle commission.
Après l'élection, De Courcy a réitéré la demande de son parti pour que 74 millions de dollars de bâtiments scolaires soient transférés des écoles anglophones à la CSDM. Elle aurait déclaré : "Cela ne me dérange pas si cela se produit sur deux ou trois ans. J'ai autant à cœur les intérêts des étudiants anglais que les intérêts des étudiants français." ,
En 1999, cinq des commissaires élus du MÉMO ont fait défection du parti pour siéger comme indépendants en alliance avec la RSC. Cela a donné à l'opposition une majorité au sein de la commission et, le 1er septembre, le conseil a voté le renvoi de tous les membres du comité exécutif, y compris De Courcy. Un enquêteur indépendant a par la suite déterminé que ce congédiement avait placé le conseil dans une situation illégale, et le gouvernement provincial a imposé une tutelle partielle sur la CSDM le 29 septembre. De Courcy a salué l'intervention du gouvernement et a fait valoir que ses adversaires étaient motivés par une vendetta personnelle. Le ministre de l'Éducation, François Legault, lève la tutelle sur la CSDM en novembre 1999.

#### 2003-2012
Dans la foulée des élections de 2003 à la CSDM, le commissaire sortant du MÉMO, Robert Cadotte, a accusé le Parti Québécois (PQ) d'avoir effectué une prise de contrôle sur le MÉMO et considère comme dangereux le mélange de la politique provinciale et de la politique scolaire. Le MÉMO a remporté dix-huit sièges lors de cette élection, contre trois pour un nouveau regroupement appelé le Collectif pour la réussite et l'épanouissement de l'enfant (CRÉE). Cela a finalement donné au parti une majorité sûre, qu'il a détenue pendant les quatre années suivantes.
Le MÉMO a remporté les vingt et un sièges de la CSDM en 2007, et Diane De Courcy a continué à présider le conseil jusqu'à son départ en 2012 pour devenir candidate et ensuite ministre pour le Parti Québécois.

#### 2012-2020
En 2014, le MÉMO a de nouveau remporté l'élection toutes les sièges sous la présidence de Catherine Harel-Bourdon (fille de l'ex-politicienne Louise Harel). Cette dernière s'est battue pour la survie des commissions scolaires jusqu'à leur dissolution par le gouvernement de la Coalition Avenir Québec de François Legault.